# Liste von Mühlen an der Wurm und ihren Zuflüssen

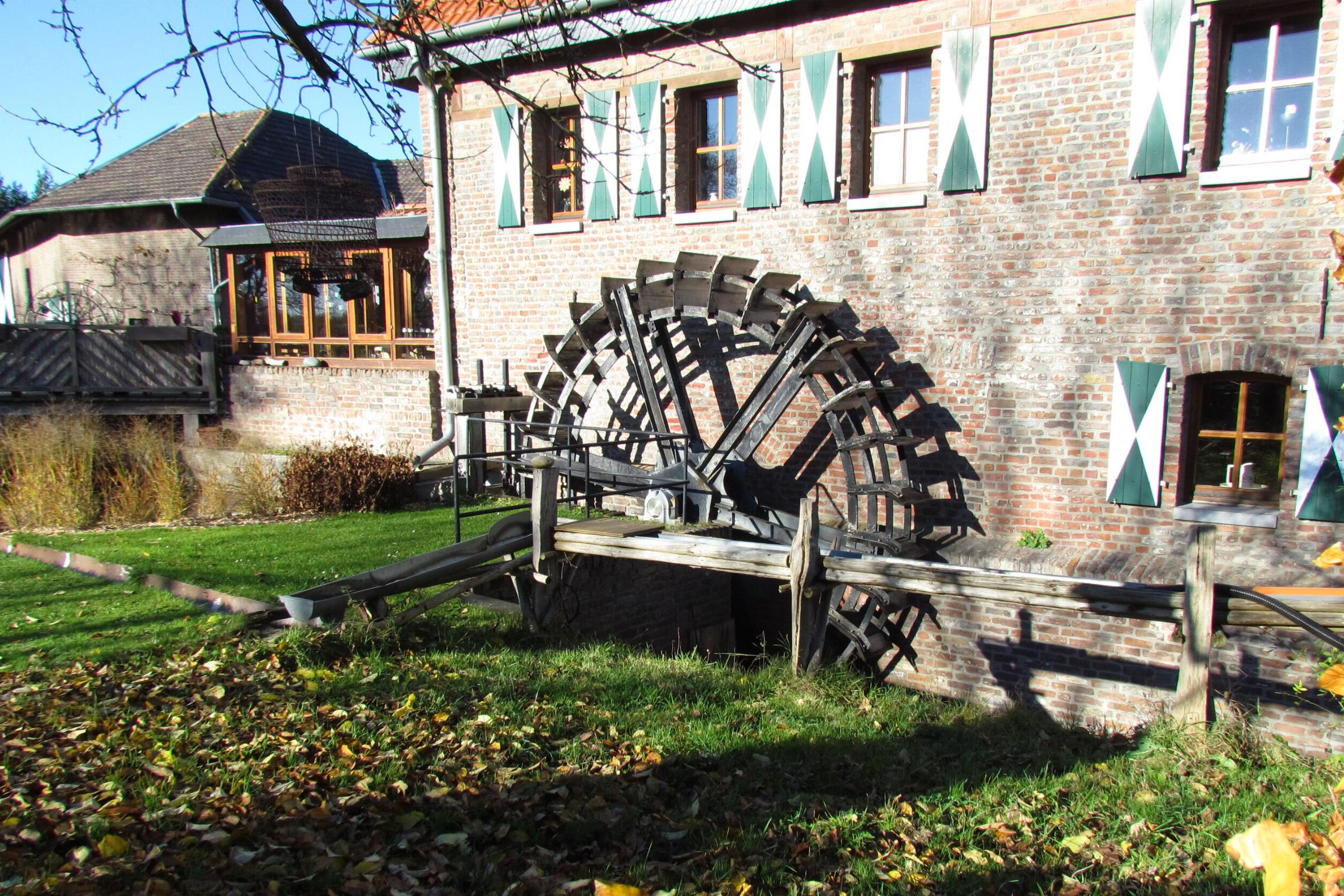
Wassermühle

Die Liste von Mühlen an der Wurm und ihren Zuflüssen beinhaltet ohne Anspruch auf Vollzähligkeit die Bauten, die an der Wurm selbst und ihren größeren Nebenbächen außerhalb der Stadtgrenzen von Aachen standen oder noch stehen. Zu den mühlentauglichen Nebenbächen zählen in erster Linie der Amstelbach und der Broicher Bach sowie die „Junge Wurm“, die eigentlich ein parallel verlaufender 15 Kilometer langer und in den 1940er-Jahren verfüllter Mühlengraben ist. Um 1890 gab es im Einzugsgebiet der Wurm rund 80 Wassermühlen, die vor allem als Getreide-, Schrot- oder Ölmühlen sowie Kupfer-, Schleif-, Walk- oder Farbholzmühlen genutzt wurden und mehrheitlich oberschlächtige Wasserräder besaßen. Manche Mühlen hatten den Status einer Bannmühle und waren im Besitz der örtlichen Herrschaft. Sie wurden erst ab dem frühen 19. Jahrhundert privatisiert. Insgesamt wechselten nicht nur die Besitzer des Öfteren, sondern auch die Mühlen selbst wurden oftmals unterschiedlichen Nutzungen zugeführt.
Die Wurm selbst entspringt südlich des Aachener Waldes. Sie versorgte auf einer Flusslänge von 53 km zahlreiche Mühlen mit Wasser. Die Quelle der Wurm liegt bei 265 m über NN und ihre Mündung in die Rur bei der Ortschaft Kempen in der Stadt Heinsberg bei 32 m über NN. Ende der 1960er bis Anfang der 1970er Jahre wurde ab Herzogenrath abschnittsweise eine Flussbegradigung durchgeführt, wodurch sich die Flusslänge verkürzte und die Strömungsgeschwindigkeit zunahm, was für einige der dortigen Mühlen das Ende bedeutete, wie schon Jahre zuvor durch die Verfüllung der „Jungen Wurm“.
Die Auflistung dieser Mühlen hier erfolgt von den Wolfsfurther Mühlen bei Würselen in der Städteregion Aachen bis zur Mündung bei Kempen. Die Mühlen an der Wurm und ihren Nebenbächen innerhalb des Aachener Stadtgebiets, von denen mehr als 70 nachgewiesen sind, sind in der Liste von historischen Mühlen in Aachen zusammengefasst.

## Mühlen an der Wurm
Legende:   = Denkmalgeschütztes Gebäude NRW     = Denkmalgeschütztes Gebäude der Niederlande.
| Bezeichnung                           | Standort (Bachabwärts)                                   | Mühlenchronik | Anschlussverwendung | Bild             |
| ------------------------------------- | -------------------------------------------------------- | --- | --- | ---------------- |
| Wolfsfurter Mühlen                    | Würselen Wolfsfurth 2 (Standort)                         | Mühlenbetrieb von 1200 bis 1930 als Getreide-, Kupfer- und Mahlmühle mit einem unterschlächtigen Wasserrad, zwischen 1622 und 1719 werden am Standort drei Mühlen erwähnt, darunter die „Clotzer Mühle“, Hauptmühle ab 1813 Teil der Tuchfabrik Kuetgens, 1930 Mühlenbetrieb stillgelegt, die beiden anderen sind verfallen.                                                     | Restaurierung des Gebäudekomplexes, Mühlentechnik entfernt, heute Wohnhausnutzung.                                                         | weitere Bilder   |
| Adamsmühle                            | Würselen Adamsmühle 1 (Standort)                         | Anfangs auch „neue Mühle“ genannt, zwischen 1482 und 1665 werden zudem die „Kalenmühle“ und die „Klantenmühle“ in der Nachbarschaft genannt, die jedoch später verfallen sind. Mühlenbetrieb Adamsmühle ab ca. 1456 bis um 1900 als Öl- und Mahlmühle, Mühlengebäude Mitte des 18. Jahrhunderts neu erbaut, Antrieb zuletzt durch zwei unterschlächtige eiserne Wasserräder.     | umgebaut für landwirtschaftliche Zwecke.                                                                                                   | weitere Bilder   |
| Teutermühle und Pumpenkunst           | Würselen Schweilbacher Straße (Standort)                 | Mühlenbetrieb vor 1569 bis 1800 als Mahlmühle und Pumpenkunst mit einem unterschlächtigen Wasserrad für die 1684 erschlossene benachbarte Grube Teut, 1800 stillgelegt, ab 1808 Verfall der Mühle. | Umbau des Mühlenareals zu einem landwirtschaftlichen Betrieb mit Pferdehof und Restaurant.                                                 | weitere Bilder   |
| Pumpermühlen                          | Würselen Pumper Mühle 3 (Standort)                       | 1648 Genehmigung zum Bau einer Kupfermühlen mit je einem unterschlächtigen Wasserrad, von bis zu sechs Mühlen war die Rede. Um 1750 wurden in drei Mühlen Fingerhüte hergestellt. Anfang des 19. Jahrhunderts wird von Öl-, Mahl- und Schleifmühlen für Nähnadeln berichtet. Um 1920 wurde die letzte Pumpermühle geschlossen.                                                   | Nach grundlegender Restaurierung Umbau zu Wohneinheiten und Ponyhof.                                                                       | weitere Bilder   |
| Bardenberger Mühle/Alte Mühle         | Würselen-Bardenberg Alte Mühle 1–8 (Standort)            | Auch als „Alte Mühle“ bezeichnet, eine von ehemals zwei Mühlen am Standort, anfangs im Besitz der Abtei Rolduc, Mühlenbetrieb von 867 bis um 1900 als Öl- und Mahlmühle, seit 1836 mit drei unterschlächtigen Wasserrädern erwähnt, um 1900 stillgelegt. | Nach vorübergehender Wohnungsnutzung wurden die Mühlengebäude seit 1972 zu einem Hotel- und Gaststättenbetrieb ausgebaut.                  | weitere Bilder   |
| Pumpenkunst in der Grube Ath          | Würselen unterhalb Burg Wilhelmstein (Standort)          | Zwei Mühlenbetriebe von ca. 1600 bis um 1880 als Antrieb mit fünf Wasserrädern für Pumpenbetrieb und Grubenfahrt für die benachbarte Grube Ath, anschließend verfallen. | Landwirtschaftliche Flächen. | weitere Bilder   |
| Pumpenkunst in der Grube Furth        | Würselen Alte Furth/Fahrloch (Standort)                  | Genannt zwei Mühlenbetriebe von ca. 1600 bis um 1883 als Antrieb für Pumpenbetrieb und Grubenfahrt für die benachbarte Grube Furth. | Alte Betriebsgebäude zu Wohnraumzwecken umgebaut.                                                                                          | weitere Bilder   |
| Pumpenkünste der Klosterrather Gruben | Herzogenrath-Kohlscheid Kläranlage Steinbusch (Standort) | Anfangs im Besitz der Abtei Rolduc, Mühlenbetrieb von 1616 bis um 1800 als Pumpenbetrieb für die Grube Kohlberg, um 1800 stillgelegt, Mühlenkomplex abgebaut. | Teil des Landschaftsschutzgebietes. | weitere Bilder   |
| Bannmühle Herzogenrath                | Herzogenrath Kleikstraße (Standort)                      | Ersterwähnung um 1550 als Bannmühle der Abtei Rolduc, Mühlenbetrieb mit einem unterschlächtigen Wasserrad von ca. 16. Jahrhundert bis 1914 als Öl- und Kornmühle, seit 1910 im Besitz der Stadt Herzogenrath. | Mühlengebäude entfernt, urbane Neugestaltung.                                                                                              | weitere Bilder   |
| Baalsbrugger Mühle                    | Kerkrade/Niederlande Baalsbruggerweg 26 (Standort)       | ursprünglich Bannmühle der Abtei Rolduc, Mühlenbetrieb mit drei unterschlächtigen Wasserrädern ab ca. Mitte des 16. Jh.; 1753 Neubau der Mühlengebäude; 1917 Wiederaufbau nach Hochwasserschaden. | 2017 grundlegende Restaurierung, Mühlentechnik noch vorhanden und bedingt einsatzbereit.                                                   | weitere Bilder   |
| Nivelsteiner Mühle                    | Herzogenrath Grenzstraße (Standort)                      | Standort gegenüber der niederländischen Nievelsteinermolen, Ersterwähnung 1692 als Besitz der Abtei Rolduc, Mühlenbetrieb mit einem unterschlächtigen Wasserrad von ca. 1692 bis ca. 1920 zunächst als Mahl- und ab 1800 als Walkmühle genutzt. | Mühlengebäude verfallen und Gelände renaturiert.                                                                                           | weitere Bilder   |
| Nievelsteinermolen                    | Eygelshoven/Niederlande Wolfsweg (Standort)              | Erbaut vor 1805 als Getreidemühle mit einem mittelschlächtigen Wasserrad gegenüber der Nivelsteiner Mühle, 1849 renoviert, 1865 stillgelegt. | Umbau Mühlentrakt zu einem Wohnhaus mit Stallungen, 1911 sollte die Mühle reaktiviert werden, wurde jedoch nie umgesetzt.                  |                  |
| Rimburger Mühlen                      | Übach-Palenberg Rimburger Straße (Standort)              | Ersterwähnung 1543, Mühlenbetrieb bis um 1945 als Mahlmühle mit zwei unterschlächtigen Wasserrädern, seit 1642 als Zwangsmühle, Mühlengebäude aus dem frühen 19. Jahrhundert. Sie war die Hauptmühle des Mühlenkomplexes mit der gegenüberliegenden niederländischen Ölmühle. | Umnutzung zu Wohneinheiten, Wasserrad erhalten.                                                                                            | weitere Bilder   |
| Rimburgermolen/Kasteelmolen           | Rimburg/Niederlande Wormoever 6 (Standort)               | Erbaut in der zweiten Hälfte des 16. Jahrhunderts, Mühlenbetrieb mit einem unterschlächtigen Wasserrad von vor 1701 bis 1920 als Öl- und Getreidemühle, um 1880 grundlegende Sanierung und Einbau einer Francis Turbine, ca. 1970 zurückgebaut und stillgelegt; Sie ist Nebenmühle des Mühlenkomplexes mit der gegenüberliegenden deutschen Mahlmühle.                           | Umnutzung zu Wohneinheiten, Wasserrad ohne Schaufeln noch vorhanden.                                                                       | weitere Bilder   |
| Marienthaler Mühle                    | Übach-Palenberg Marienstraße (Standort)                  | Anfangs „Marien-Thaler-Mühle“ genannt, Mühlenbetrieb mit zwei unterschlächtigen Wasserrädern von 1831/32 bis 1936 als Öl-, Korn- und Graupenmühle mit zwei Mahlgängen und einer Ölpresse. Im Zweiten Weltkrieg zerstört und nicht wieder aufgebaut. | Areal für Wohnbauten genutzt. | weitere Bilder   |
| Zweibrügger Mühle                     | Übach-Palenberg Zweibrüggen 85 (Standort)                | Ersterwähnung 1450, Neubau im 18./19. Jahrhundert als Korn- und Ölmühle mit drei unterschlächtigen Wasserrädern, 1974 stillgelegt. | Nach erfolgter Gebäudesanierung wurde das Wasserrad wieder angebracht.                                                                     | weitere Bilder   |
| Frelenberger Mühle                    | Übach-Palenberg Grabenstraße 15 (Standort)               | Ersterwähnung 1458 im Besitz des Ritterguts Frelenberg, Mühlenbetrieb bis 1949 als Öl- und Mahlmühle mit drei unterschlächtigen Wasserrädern, anschließend stillgelegt | Mühlengebäude ungenutzt und im Verfall. | weitere Bilder   |
| Mühle Hommerschen                     | Geilenkirchen Hommerschen 6 (Standort)                   | Erwähnt im 12. Jahrhundert als Öl- und Kornmühle im Besitz der Herrschaft Heinsberg, ab 1302 dem Prämonstratenser-Konvent mit Mühlenzwang für die Nachbarorte verpachtet, 1808 stillgelegt und abgerissen, anschließend Neubau mit einem unterschlächtigen Wasserrad gegenüber der Mühle Eichenthal, 1949 endgültig stillgelegt.                                                 | Umbau zu Wohneinheiten. | weitere Bilder   |
| Mühle Eichenthal                      | Geilenkirchen Eichenthal (Standort)                      | Erbaut nach Erbteilung im Jahr 1823 gegenüber der Homemrschen mühle, Mühlenbetrieb bis 1914 als Öl- und Kornmühle mit einem unterschlächtigen Wasserrad. Im Ersten Weltkrieg beschädigt und Mühlenkomplex abgebaut. | Gutshofanlage mit Wirtschaftsgebäude blieben erhalten.                                                                                     | weitere Bilder   |
| Beeretz Mühle                         | Geilenkirchen Herzog-Wilhelm-Straße 8 (Standort)         | auch bekannt als „Geilenkirchener Stadtmühle“ bzw. „Kornmühle“, Ersterwähnung 1486 mit einem unterschlächtigen Wasserrad, im Jahr 1806 umgerüstet zu einer Spinnmühle, nach 1815 Ölmühle, Mühlenbetrieb 1970 nach Wurmregulierung eingestellt. | Mühlengebäude als Gaststätte umgebaut. | weitere Bilder   |
| Hünshovener Ölmühle                   | Geilenkirchen Konrad-Adenauer-Straße 118–120 (Standort)  | Erbaut 1380 durch die Herrschaft Heinsberg mit einem unterschlächtigen Wasserrad und an Müllerfamilien verpachtet, entwickelte sich zu einem Kleinunternehmen, im Zweiten Weltkrieg schwer zerstört und 1949 wieder aufgebaut, 1953 nach Insolvenz Mühlenbetrieb eingestellt. | Nach Restaurierung Umbau der Gebäudekomplexes zu Wohn- und Geschäftseinheiten mit Städtischer Galerie.                                     | weitere Bilder   |
| Lohmühle Trips                        | Geilenkirchen Tripser Weg (Standort)                     | Erbaut 1776 als Lohmühle mit einem unterschlächtigen Wasserrad von den Herren auf Schloss Trips, Mühlenbetrieb bis um 1900, danach Verfall der Mühle und Stilllegung. | Areal für Wohnbauten umgenutzt. | weitere Bilder   |
| Mahl- und Ölmühle Trips               | Geilenkirchen Tripser Mühlenpfad (Standort)              | Mühle 1376 als Mitgift erstmals erwähnt und als Zwangsmühle mit einem unterschlächtigen Wasserrad genutzt. Im Jahr 1900 abgebrochen und am anderen Ufer der Wurm neu aufgebaut. Mühlenbetrieb als Öl- und Mahlmühle bis etwa 1960, danach wegen Wurmregulierung nicht mehr in Betrieb genommen.                                                                                  | Teilweise Nutzung der alten Bestandsgebäude als Wohn- und landwirtschaftliche Wirtschaftsgebäude.                                          | weitere Bilder   |
| Horriger Mühle                        | Geilenkirchen Horrig 4 (Standort)                        | Erbaut um 1830 Mühlenbetrieb als Öl- und Lohmühle mit zwei unterschlächtigen Wasserrädern, um 1910 Mühle stillgelegt. | Umbau des Mühlengebäudes zu einem Wohntrakt.                                                                                               | weitere Bilder   |
| Süggerather Mühle                     | Geilenkirchen-Süggerath Am Mühlenkamp 12 (Standort)      | Ersterwähnung 1456 als Erbteil, seit 1689 unter Verwaltung des Randerather Hofgerichts, im 19. Jahrhundert erwähnt als Öl- und Mahlmühle mit zwei unterschlächtigen Wasserrädern, 1940 durch Hochwasser zerstört und nicht wieder aufgebaut. | Mühlengebäude zum Wohnhaus umgebaut. | weitere Bilder   |
| Müllendorfer Mühle                    | Geilenkirchen-Müllendorf Mühlenstraße (Standort)         | Ersterwähnung als Mahlmühle mit einem unterschlächtigen Wasserrad 1510 im Besitz des Landadels, ab 1869 in Privathand, Mühlenbetrieb bis zur Wurmregulierung 1965, zuletzt mit Unterstützung eines Elektromotors. | Lediglich ein Pfeiler des Eingangstores blieb erhalten.                                                                                    | weitere Bilder   |
| Randerather Ölmühle                   | Heinsberg-Randerath Buschstraße 12 (Standort)            | Ersterwähnung als Ölmühle mit einem unterschlächtigen Wasserrad 1503 in einem herzoglichen Erbbrief, nach 1800 in Privathand, 1875 wegen Unrentabilität geschlossen. Neueröffnung nach Einbau einer Dampfmaschine als Mahlmühle, 1930 endgültig stillgelegt. | Im Zweiten Weltkrieg wurden Mühlenhof und Mühle zerstört, nur der Stall blieb erhalten.                                                    | weitere Bilder   |
| Bommers Mühle                         | Heinsberg-Randerath Buschstraße (Standort)               | Erbaut 1609 als Fruchtmühle mit einem unterschlächtigen Wasserrad gegenüber der Randerather Mühle. | Im Zweiten Weltkrieg wurde der Mühlenkomplex zerstört und nicht wieder aufgebaut. Heute befindet sich am damaligen Standort ein Parkplatz. | Erinnerungsstein |
| Porselener Mühle                      | Heinsberg-Porselen Mühle 1–7 (Standort)                  | Erbaut 1799 als Doppelmühle über die Wurm, rechter Teil als Öl- und Kornmühle mit zwei unterschlächtigen Wasserrädern, linker Teil als Walk- und später als Papiermühle. Nach der Wurmregulierung Mühlenbetrieb eingestellt. | Umbau des Mühlenkomplexes zu Wohneinheiten.                                                                                                | weitere Bilder   |
| Öl- und Papiermühle Oberbruch         | Heinsberg-Oberbruch Boos-Fremerey-Straße (Standort)      | Erbaut 1797 als Papiermühle mit zwei unterschlächtigen Wasserrädern, 1888 stillgelegt. | Areal umgenutzt für den Industriepark Oberbruch.                                                                                           | weitere Bilder   |
| Unterbrucher Mühle                    | Heinsberg-Unterbruch Wurmstraße 19 (Standort)            | Um 1800 erbaut als Doppelmühle über die Wurm, am linken Ufer als Öl- und Mahlmühle mit zwei unterschlächtigen Wasserrädern, rechts der Wurm als Papiermühle. Letztere wurde 1858 stillgelegt, Kornmühle arbeitete bis 1995, seit 1965 nach der Wurmregulierung mit einem Elektromotor.                                                                                           | Heutige Nutzung als Wohnkomplex. | weitere Bilder   |
| Vollmühle Unterbruch                  | Heinsberg-Unterbruch Wassenberger Straße 1 (Standort)    | Erstmals erwähnt als Pachtmühle mit Mühlenzwang. Angetrieben mit einem unterschlächtigen Wasserrad diente sie nacheinander als Walk-, Korn-, Öl-, Knochen- und Lohmühle sowie zur Häckselschneiderei. Gebäudebestand aus dem Jahr 1827. Nach der Wurmregulierung 1965 wurde das Wasserrad durch einen Elektroantrieb ersetzt und der Mühlenbetrieb schließlich 1983 eingestellt. | Heutige Nutzung als Wohnkomplex. | weitere Bilder   |
| Lohmühle Unterbruch                   | Heinsberg-Unterbruch Im Haag 69 (Standort)               | Erbaut 1787 am linken Wurmufer und wurde nach Erbteilung der Bodenflächen um einen Mühlentrakt am rechten Ufer mit insgesamt zwei unterschlächtigen Wasserrädern erweitert. Linker Mühlenkomplex diente als Lohmüllerei, ergänzt um ein Sägewerk und arbeitete bis 1930, die neuere Mühle als Öl- und Kornmühle und wurde bis zur Wurmregulierung 1960 betrieben.                | Linker Mühlenkomplex umgebaut zu einem Wohnhaus, rechter Anteil abgerissen und durch ein neues Wohnhaus ersetzt.                           | weitere Bilder   |

## Mühlen an den Zuflüssen der Wurm
Legende:   = Denkmalgeschütztes Gebäude NRW     = Denkmalgeschütztes Gebäude der Niederlande.
| Bezeichnung             | Standort (Bachabwärts)                               | Fließgewässer | Mühlenchronik | Anschlussverwendung | Bild                |
| ----------------------- | ---------------------------------------------------- | ------------- | --- | --- | ------------------- |
| Obermühle               | Aachen-Horbach Scherbstraße 171 (Standort)           | Amstelbach    | Auch bekannt als „Heydener Mühle“ oder „Lanckohrsmühle“; 1241 erste Erwähnung, 1361 Bannmühle mit oberschlächtigem Wasserrad; Korn- und Malzmühle, 1964 stillgelegt. | Umbau zu einem Fort- und Weiterbildungszentrum. | weitere Bilder      |
| Untermühle              | Aachen-Horbach Heydener Feldweg 110 (Standort)       | Amstelbach    | Auch bekannt als „Tüter Mühle/Teuten Mühle“; errichtet im 16./17. Jh., als Öl- und Kupfermühle mit oberschlächtigem Wasserrad, 1956 stillgelegt. | Umbau zu einem Gutshof mit Pferdepension. | weitere Bilder      |
| Hammolen                | Kerkrade/Niederlande Hammolenweg (Standort)          | Amstelbach    | Erbaut vor 1889 als Getreidemühle mit einem oberschlächtigen Wasserrad, nach 1945 mit Elektromotor unterstützt, ab 1949 diente sie zur Tierfutterherstellung, nach 1989 stillgelegt und 2019 Mühlengebäude abgerissen | Landwirtschaftliche Gutshofanlage | weitere Bilder      |
| Brugmolen/Broekmolen    | Kerkrade/Niederlande Brugmolenweg (Standort)         | Amstelbach    | Erbaut um 1400 als Getreidemühle mit einem oberschlächtigen Wasserrad, 1890 neues Wasserrad, nach 1937 mit einer Francis Turbine ausgestattet, nach 1950 stillgelegt und 1968 abgebaut. | Wiesenfläche mit Erinnerungsskulptur | Erinnerungsskulptur |
| Broicher Mühle          | Alsdorf-Broich Broicher Mühle 1 (Standort)           | Broicher Bach | Ersterwähnung 1683 im Rahmen einer Vermögensaufstellung für das kurkölnische Lehnsgut Broich als Mahlmühle mit einem unterschlächtigen Wasserrad, 1925 stillgelegt | Umbau zu einem Wohnkomplex, Mühlenteich Teil des örtlichen Naturschutzgebietes | weitere Bilder      |
| Kranentalsmühle         | Alsdorf Kranenthalsmühle 1 (Standort)                | Broicher Bach | Bauzeit dem 17./18. Jahrhundert zugeschrieben, 1805 als Dahlmühle erwähnt, bis um 1918 als Mahlmühle mit einem unterschlächtigen Wasserrad in Funktion, danach stillgelegt. | zunächst Kornbrennerei, anschließend bis heute Pferdehof | weitere Bilder      |
| Kellersberger Mühle     | Alsdorf-Ofden Dorfstraße 5 (Standort)                | Broicher Bach | Erbaut vor 1600 als Besitz von Schloss Kellersberg, seit 1740 in Erbpacht, Mühlenbetrieb als Mahlmühle mit zwei unterschlächtigen Wasserrädern, 1930 mit Turbinenunterstützung und 1960 mit Elektroantrieb | Die Kellersberger Mühle ist die einzige noch in Betrieb befindliche Mühle im Broichbachtal.                                                                                                   | weitere Bilder      |
| Linkens Mühle           | Alsdorf Würselener Straße 65 (Standort)              | Broicher Bach | Doppelmühle mit der Alsdorfer Ölmühle, auch bekannt als Rote Mühle, erwähnt 1420 als Zwangsmühle im Besitz der Ritter von Alsdorf, Mühlenbetrieb bis 1970 als Kornmühle mit einem oberschlächtigen Wasserrad, anschließend Mühlengebäude niedergerissen. | Mühlenkomplex zu Wohnhaus umgebaut, Mühlenteiche als Fischteiche genutzt | weitere Bilder      |
| Alsdorfer Ölmühle       | Alsdorf Würselener Straße 43 (Standort)              | Broicher Bach | auch bekannt als „Weiße Mühle“ oder „Zopper Mühle“; Doppelmühle mit der Linkens Mühle, gleiche Mühlenchronik, jedoch bereits 1870 stillgelegt, Funktion durchweg als Ölmühle | Umbau der Mühlengebäude zu Wohneinheiten, Mühleneinrichtung nicht mehr vorhanden. | weitere Bilder      |
| Römermühle              | Herzogenrath-Noppenberg Römergasse 2 (Standort)      | Broicher Bach | Erbaut im 16. Jahrhundert als Walkmühle mit einem unterschlächtigen Wasserrad, ab 1850 Spinnmühle und ab 1900 Schleifmühle. Im Jahr 1947 Schließung wegen Bergsenkung und 1960 abgebaut. | Wiesenfläche mit Schleifstein als Erinnerungsobjekt | weitere Bilder      |
| Berger Mühle            | Herzogenrath-Noppenberg Am Erlenbruch (Standort)     | Broicher Bach | Erbaut im 17./18. Jh. als Getreidemühle mit einem unterschlächtigen Wasserrad für Schloss Ottenfeld, 1935 stillgelegt. | Zunächst Bauernhof, später abgerissen, heute Gedenkstein mit Plakette am Ort der ehemaligen Mühle                                                                                             | weitere Bilder      |
| Erckensmühle            | Herzogenrath Erckensmühle (Standort)                 | Broicher Bach | Erbaut im 18. Jahrhundert als Ölmühle mit einem unterschlächtigen Wasserrad, 1805 umbenannt in „Moulin à Than“, ab 1820 umgenutzt als Walkmühle und 1836 von der Tuchfabrik Erckens übernommen und Einbau einer Dampfmaschine, 1908 wegen Unrentabilität stillgelegt. | Nach Brand in den 1970er-Jahren Fläche umgewidmet für die städtische Feuer- und Rettungswache, lediglich das alte Portiershaus erinnert an die Mühle                                          | weitere Bilder      |
| Übacher Mühle           | Übach Im Mühlenhof (Standort)                        | Uebach        | Erbaut im 12. Jahrhundert als Kornmühle mit einem oberschlächtigen Wasserrad, Mühlenbetrieb 1875 stillgelegt, Mühlenkomplex abgerissen und Mühlenteich verlandet | Erinnerungsskulptur „Et Mölke“ am ehemaligen Standort erinnert an die Mühle. | weitere Bilder      |
| Lambertz Mühle          | Heinsberg-Randerath Sandberg 47 (Standort)           | Junge Wurm    | Ersterwähnung 1534/35 als Walkmühle mit einem unterschlächtigen Wasserrad. Sie diente bis 1624 als Gebetsort für die reformierte Gemeinde. Ab 1838 Knochenmühle, später Ölmühle, dann ab 1882 Mahlmühle mit Wasserturbine. Mühlenbetrieb 1960 eingestellt und Mühlenkomplex 1990 abgerissen.                                                                                               | Neubau eines repräsentativen Wohnblocks. | weitere Bilder      |
| Brünkers Mühle          | Heinsberg-Randerath Am Driesch 63 (Standort)         | Junge Wurm    | Auch bekannt als Drieschmühle, erbaut um 1849 als mechanische Rauherei für eine Tuchfabrik, später Lohmühle und anschließend Getreidemühle. 1936 Mühle stillgelegt und niedergelegt. | Auf dem Areal Neubau eines Wohnhauses, an dessen Außenwand ein nachgebautes Mühlrad an die ehemalige Mühle erinnert.                                                                          | weitere Bilder      |
| Horster Mühle           | Heinsberg-Horst Mühlenteichstraße 9 (Standort)       | Junge Wurm    | Erste urkundliche Erwähnung 1492 als Teil eines dortigen alten Fronhofes. Als Getreidemühle mit einem unterschlächtigen Wasserrad war sie Zwangsmühle für die umliegenden Dörfer. Zwischen 1500 und Anfang 1800 existierte am Standort noch eine weitere Waidmühle. Mühlenbetrieb der Horster Mühle 1958 eingestellt.                                                                      | Anschließend Umbau zu Wohneinheiten. | weitere Bilder      |
| Talmühle Dremmen        | Heinsberg-Dremmen Talmühlenstraße 23 (Standort)      | Junge Wurm    | Erste Erwähnung 1461 als Bannmühle mit einem unterschlächtigen Wasserrad für die Landesherren des Herzogtums Jülich. Mühlenbetrieb 1806 umgestellt von Ölmühle auf Mahlmühle mit nunmehr zwei Wasserrädern. Januar 1945 nach Bombenangriffen schwer beschädigt und Betrieb auf Dauer eingestellt.                                                                                          | Mühlengebäude, umgebaut zu einem Wohnhaus; ein Wasserrad blieb erhalten. | weitere Bilder      |
| Liecker Mühle           | Heinsberg-Dremmen Sibertstraße (Standort)            | Junge Wurm    | Auch „Driescher Mühle“ oder „Heitzer Mühle“ genannt, erbaut 1808, Mühlenbetrieb als Mahlmühle bis zur Stilllegung 1930. | Mühlengebäude zunächst umgebaut zu Wohneinheiten, 1999 niedergelegt und Neubau errichtet. Der Straßenname „Driescher Mühle“ und ein Mühlstein mit einer Gedenktafel erinnern an den Standort. | weitere Bilder      |
| Schafhausener Ölmühle   | Heinsberg-Schafhausen Torfbruch 2 (Standort)         | Junge Wurm    | Auch „Brucher Mühle“ genannt, erbaut im 15. Jahrhundert als Ölmühle mit einem unterschlächtigen Wasserrad. Ende des 19. Jahrhunderts umgestellt als Mahlmühle, Mühlenbetrieb 1920 eingestellt. | Umbau des Mühlengebäudes zu einem Wohnhaus, einzelne Mahlsteine im Vorgarten und an der Hauswand erinnern an den Standort.                                                                    | weitere Bilder      |
| Schafhausener Kornmühle | Heinsberg-Schafhausen Kuhlertstraße 80 (Standort)    | Junge Wurm    | Erste urkundliche Erwähnung 1307 als Zwangsmühle, Mühlenbetrieb als Korn- und Ölmühle bis zur Stilllegung Mitte des 20. Jahrhunderts. | Restaurierung und Umbau zu einem Wohnkomplex, neuerstelltes Schau-Wasserrad neben Tordurchfahrt aufgestellt.                                                                                  | weitere Bilder      |
| Dahlmühle               | Heinsberg Klevchen (Standort)                        | Junge Wurm    | Erbaut 1461 vom Probst des örtlichen adeligen Damenstifts, zusammen mit der Stadtmühle Heinsberg als Zwangsmühle verfügt, ab 1808 in Privatbesitz. Mühlenbetrieb als Getreidemühle mit einem unterschlächtigen Wasserrad, 1890 mit einer Turbine unterstützt und 1914 mit einer Dampfmaschine ausgestattet. Mühlenkomplex im Zweiten Weltkrieg völlig zerstört und nicht wieder aufgebaut. | Das Mühlenareal wurde zu einem Tennisplatz umgestaltet. | weitere Bilder      |
| Stadtmühle              | Heinsberg Hochstraße (Standort)                      | Junge Wurm    | Erste Erwähnung 1307 als Getreidemühle mit einem und ab 1542 zwei unterschlächtigen Wasserrädern und als Zwangsmühle im Besitz der Herrschaft Heinsberg. 1711 durch Brand völlig zerstört und wiederaufgebaut, seit 1808 in Privatbesitz. Mühlenbetrieb bis 1905, Komplex 1944 durch Bombenangriffe völlig zerstört.                                                                       | Anschließend Nachkriegsbebauung und urbane Fußgängerzone im Stadtkern. | weitere Bilder      |
| Pulvermühle             | Heinsberg Westpromenade (Standort)                   | Junge Wurm    | Erbaut 1608 als Pulvermühle mit einem unterschlächtigen Wasserrad für den Herzog von Jülich. Nach Blitzeinschlag im Jahr 1652 völlig zerstört und nicht wieder aufgebaut. | Heute urbane Bebauung und Parkplatzflächen. | weitere Bilder      |
| Aldenhover Mühle        | Heinsberg-Lieck Waldfeuchter Straße 14–16 (Standort) | Junge Wurm    | Älteste Mühle der Herrschaft Heinsberg, erste urkundliche Erwähnung 1107 als Zwangsmühle, ab 1806 in Privatbesitz. Mühlenbetrieb als Öl- und Kornmühle mit einem unterschlächtigen Wasserrad, ab 1925 mit Diesel- und einige Jahre später Elektromotor ausgestattet, 1985 stillgelegt. | Mühlenkomplex zu Wohneinheiten umgebaut. | weitere Bilder      |
| Kemper Mühle            | Heinsberg-Kempen Oberstraße 133 (Standort)           | Junge Wurm    | Erste urkundliche Erwähnung 1462 als Öl- und Kornmühle mit zwei unterschlächtigen Wasserrädern, 1891 durch eine Francis Turbine ersetzt und 1938 auf Elektroantrieb umgestellt. Ölproduktion Mitte 19. Jahrhundert und Kornproduktion Mitte 20. Jahrhundert eingestellt. | Die Mühlengebäude aus dem Jahre 1795 sind erhalten und zu Wohneinheiten umgebaut. | weitere Bilder      |
| Karker Mühle            | Heinsberg-Karken Mühlenstraße (Standort)             | Mühlengraben  | 1317 als Besitz der Herrschaft Heinsberg vermerkt, Mühlenbetrieb als Mahlmühle mit einem unterschlächtigen Wasserrad, 1900 mit einer Turbine ausgestattet und immer wieder modernisiert. | Mühlenbetrieb mit zwei technisch einwandfreien Mahlgängen im alten Mühlengebäude weiterhin gegeben, angeschlossenen sind Verkaufs- und Wirtschaftsbereiche.                                   | weitere Bilder      |
| Wolfhager Mühle         | Heinsberg-Karken Wolfhager Mühle (Standort)          | Schaafbach    | Erste Erwähnung 1482 als Erbverpachtung durch die Landesherren der Herrschaft Heinsberg, nach 1800 in Privatbesitz. Mühlenbetrieb als Öl und Kornmühle mit zwei unterschlächtigen Wasserrädern, 1942 stillgelegt. | Umbau zu einem landwirtschaftlichen Anwesen, Mahleinrichtung blieb erhalten und die Laufsteine des Kollergangs markieren die Hofeinfahrt.                                                     | weitere Bilder      |
| Kitscher Mühle          | Waldfeucht-Haaren Kitscher Weg 33 (Standort)         | Kitschbach    | Erste namentliche Erwähnung im Waldfeuchter Schöffenbuch von 1545. Mühlenbetrieb als Getreidemühle mit unterschlächtigen Wasserrad, Mitte des 19. Jahrhunderts Betrieb eingestellt. | Um- und Ausbau des Mühlenkomplexes zu einem landwirtschaftlichen Gut, das den Namen der Mühle trägt.                                                                                          | weitere Bilder      |